# Terrordrome
Terrordrome – muzyczny cykl wydawniczy holenderskiej firmy Mokum Records (od I do IV) oraz Control (od V do X), popularny w latach 90., promujący najszybsze i najcięższe odmiany elektronicznej muzyki tanecznej tj. hardcore, gabber, speedcore. Cykl składa się z dziesięciu albumów, które wydano w latach 1994 – 1997.
Tytuły albumów składających się na cykl:
- Terrordrome I - The Hardcore Nightmare      (1994)
- Terrordrome II - The Hardcore Cyberpunk     (1994)
- Terrordrome III - The Party Animal Edition  (1994)
- Terrordrome IV - Supersonic Guerilla        (1995)
- Terrordrome V - Darkside from Hell          (1995)
- Terrordrome VI - Welcome to Planet Hardcore (1995)
- Terrordrome VII - Badcore Massacre          (1996)
- Terrordrome VIII - Hardcore City Downtown   (1996)
- Terrordrome IX - Return to Planet Hardcore  (1997)
- Terrordrome X - The Terrormaster Is Back    (1997)

Na powyższych kompilacjach pojawiły się produkcje artystów związanych z wytwórnią Mokum, np.: Francois Prijt (Chosen Few), Daniel Leeflang (Dano), Michel Klaassen (Tellurian), Mark Vos (Buzz Fuzz), Leonardo Didesiderio (Lenny Dee), Dov Elkabas (The Prophet), Stephan Scheltema (Cyanide), Martin Damm (The Speed Freak), Robert Gillmore (Rob Gee), Liza 'N' Eliaz i wielu innych.
W Polsce składanki Terrordrome ukazywały się na kasetach wydawanych przez wytwórnie: Metal Mind  i Koch International oraz GM Music (Terrordrome V-VI)Dziś wszystkie te wydawnictwa są dość trudno dostępne, ale wciąż cieszą się uznaniem wśród fanów.